# Accident
Accidentul este un eveniment neprevăzut în timp și spațiu, care apare datorită unei întâmplări/acțiuni fără intenție (vizibilă) și  care are efecte vizibile, afectând integritatea corporală sau viața  a unor persoane naturale și/sau producând pagube materiale.

## Accidente rutiere
În 1869 a avut loc un accident de automobil cu aburi, în care a murit cercetătoarea irlandeză Mary Ward. Primul accident de automobil (cu MAI) din lume a avut loc în Ohio City, Ohio în 1891. Un alt accident are loc în sud-estul Londrei, la 17 august 1896.

Rata accidentelor rutiere din România (2011)

În România, în fiecare an, peste 2.700 de oameni își pierd viața în accidente rutiere, iar alți 10.000 sunt grav răniți.
În anul 2009, în Uniunea Europeană, 35.000 de oameni și-au pierdut viața în urma accidentelor rutiere.
România stă cel mai prost la acest capitol - cu aproape 2.800 de decese în 2009 în urma accidentelor de pe șosea - cea mai mare rată de fatalitate în raport cu numărul de locuitori.
În primele șapte luni ale anului 2008 s-au înregistrat peste 1.100 de accidente în care au fost implicate scutere și mopede și alte 1.800 produse de motociclete.
Peste 150 de persoane au murit.
Cel mai grav accident rutier din istoria României a avut loc pe 29 iulie 1980.
Un autobuz supraaglomerat, ce se deplasa de la Suceava spre Botoșani, are o pană de cauciuc și cade de pe un pod într-o mlaștină adâncă.
Accidentul s-a soldat cu 48 de victime, în mare parte copii.

## Vezi și
- Listă de accidente în România
- Accidente de scufundare
- Asfixie
- Coliziune
- Explozie
- Incendiu
- Insolație
- Intoxicație
- Înec
- Naufragiu
- Șoc electric
- Traumă